# مابوتو
مابوتو هي عاصمة موزمبيق، تقع على ضفاف المحيط الهندي وتبعد 77 كم على حدود جنوب أفريقيا. بلغ عدد سكانها 1099102 نسمة حسب التعداد السكاني لسنة 2007. باحتساب ضواحيها، يبلغ عدد السكان مليونَي نسمة.

## الجغرافيا

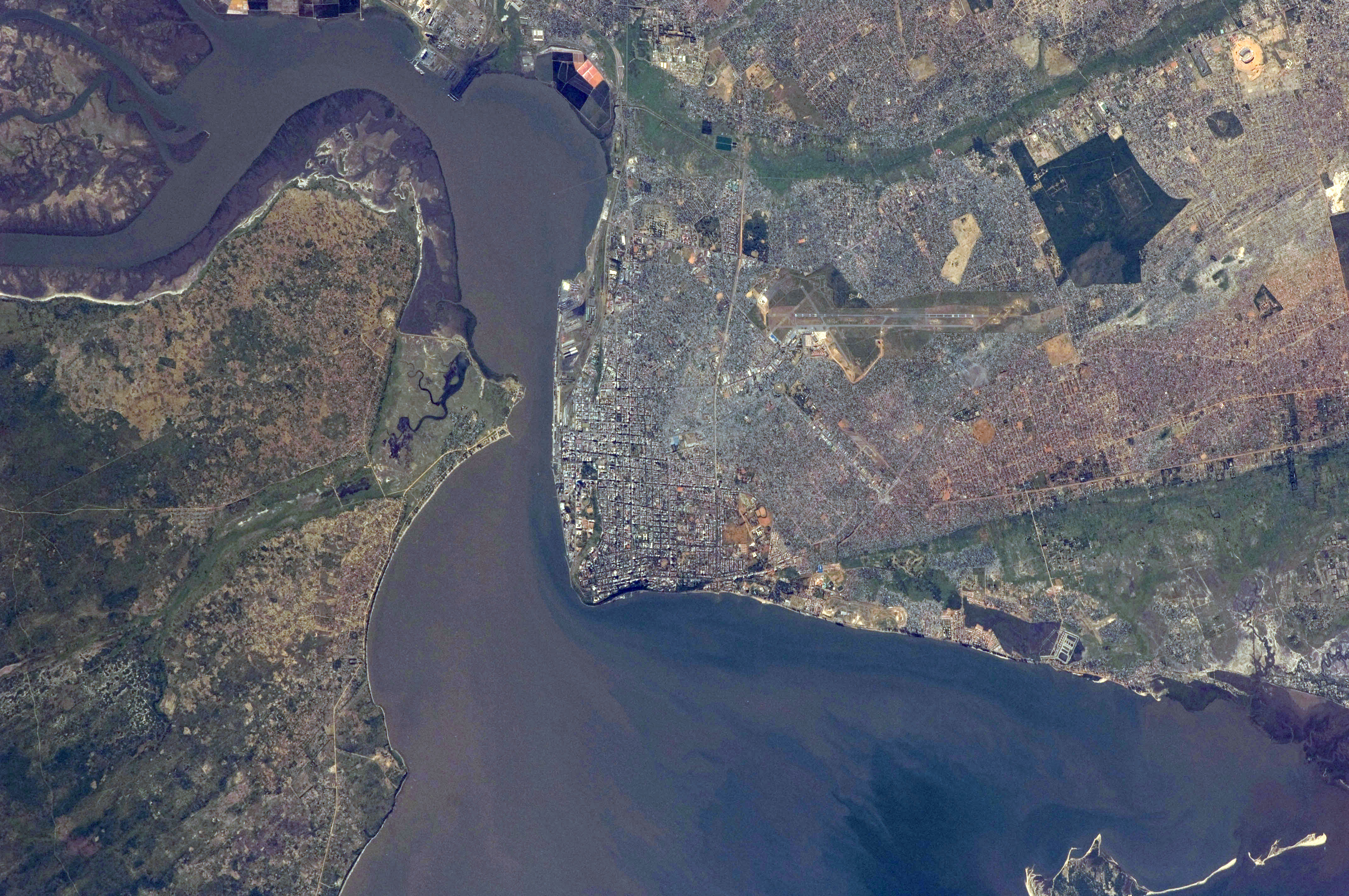
مابوتو كما تظهر من محطة الفضاء الدولية

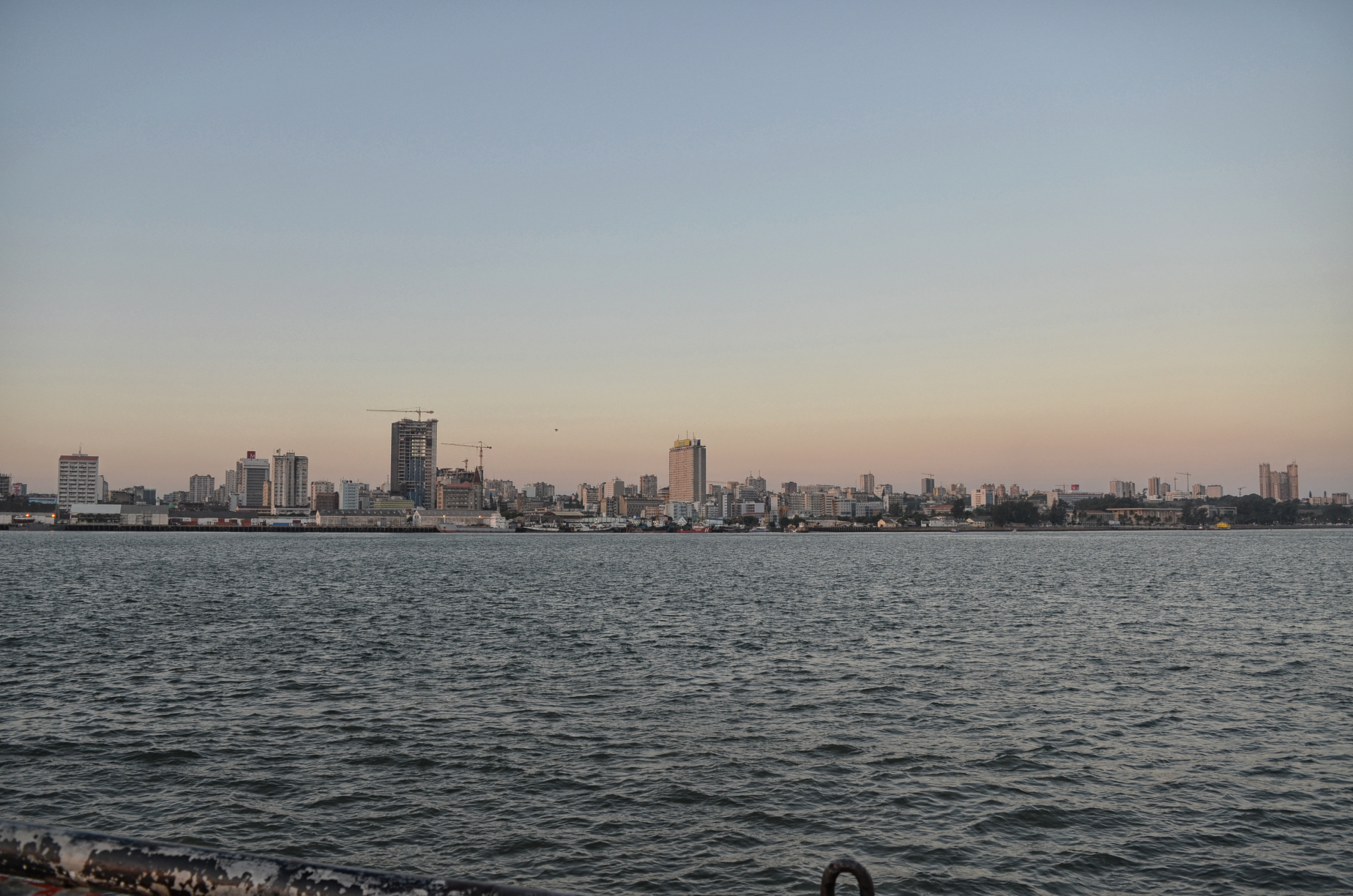
منظر للمدينة

تقع مابوتو على الجانب الغربي من شاطئ مابوتو عند مصب نهر تيمبى (إسبيريتو سانتو) وتصب الأنهار الأربعة تيمبي وأومبيلوزي وماتولا وإنفوليني، ويبلغ طول الساحل 95 كم وعرضه 30 كم ،في أقصى شرق المدينة والخليج توجد جزيرة إنهاكا. تبلغ المساحة الإجمالية التي تغطيها بلدية مابوتو 346 كيلومترًا مربعًا (134 ميلًا مربعًا) وتحدها مدينة ماتولا من الشمال الشرقي والشرق، ومقاطعات ماراكوين من الشمال؛ وبوان في الشرق وماتوتوين في الجنوب، وكلها جزء من مقاطعة مابوتو. تقع المدينة على بعد 120 كم (75 ميلاً) من الحدود مع جنوب إفريقيا عند ريسانو جارسيا و80 كم (50 ميلاً) من الحدود مع إيسواتيني بالقرب من بلدة ناماشا.

### المناخ
تتميز مابوتو بمناخ السافانا الاستوائية (Aw) وفقًا لتصنيف كوبن للمناخ، حيث يوجد ما يكفي من الأمطار لمنع تصنيفها على أنها مناخ شبه جاف حار (BSh). مابوتو هي مدينة جافة نسبيًا، حيث يبلغ متوسط هطول الأمطار فيها 829.6 ملم (32.7 بوصة) سنويًا. هطول الأمطار وفير خلال فصل الصيف ونادر خلال فصل الشتاء. تتمتع المدينة بمناخ دافئ نسبيًا بمتوسط درجة حرارة 22.8 درجة مئوية (73.0 درجة فهرنهايت). الشهر الأكثر سخونة هو يناير بمتوسط درجة حرارة 26.8 درجة مئوية (80.2 درجة فهرنهايت)، بينما الشهر الأكثر برودة هو يوليو بمتوسط درجة حرارة 18.8 درجة مئوية (65.8 درجة فهرنهايت).
| البيانات المناخية لـمابوتو (39 مترًا)، موزمبيق (1961–1990) | البيانات المناخية لـمابوتو (39 مترًا)، موزمبيق (1961–1990) | البيانات المناخية لـمابوتو (39 مترًا)، موزمبيق (1961–1990) | البيانات المناخية لـمابوتو (39 مترًا)، موزمبيق (1961–1990) | البيانات المناخية لـمابوتو (39 مترًا)، موزمبيق (1961–1990) | البيانات المناخية لـمابوتو (39 مترًا)، موزمبيق (1961–1990) | البيانات المناخية لـمابوتو (39 مترًا)، موزمبيق (1961–1990) | البيانات المناخية لـمابوتو (39 مترًا)، موزمبيق (1961–1990) | البيانات المناخية لـمابوتو (39 مترًا)، موزمبيق (1961–1990) | البيانات المناخية لـمابوتو (39 مترًا)، موزمبيق (1961–1990) | البيانات المناخية لـمابوتو (39 مترًا)، موزمبيق (1961–1990) | البيانات المناخية لـمابوتو (39 مترًا)، موزمبيق (1961–1990) | البيانات المناخية لـمابوتو (39 مترًا)، موزمبيق (1961–1990) | البيانات المناخية لـمابوتو (39 مترًا)، موزمبيق (1961–1990) |
| الشهر                                                     | يناير                                                     | فبراير                                                    | مارس                                                      | أبريل                                                     | مايو                                                      | يونيو                                                     | يوليو                                                     | أغسطس                                                     | سبتمبر                                                    | أكتوبر                                                    | نوفمبر                                                    | ديسمبر                                                    | المعدل السنوي                                             |
| --------------------------------------------------------- | --------------------------------------------------------- | --------------------------------------------------------- | --------------------------------------------------------- | --------------------------------------------------------- | --------------------------------------------------------- | --------------------------------------------------------- | --------------------------------------------------------- | --------------------------------------------------------- | --------------------------------------------------------- | --------------------------------------------------------- | --------------------------------------------------------- | --------------------------------------------------------- | --------------------------------------------------------- |
| متوسط درجة الحرارة الكبرى °م (°ف)                         | 29.9 (85.8)                                               | 29.6 (85.3)                                               | 29.3 (84.7)                                               | 27.8 (82.0)                                               | 26.4 (79.5)                                               | 24.6 (76.3)                                               | 24.4 (75.9)                                               | 25.3 (77.5)                                               | 26.1 (79.0)                                               | 26.5 (79.7)                                               | 27.4 (81.3)                                               | 29.1 (84.4)                                               | 27.2 (81.0)                                               |
| المتوسط اليومي °م (°ف)                                    | 26.3 (79.3)                                               | 26.2 (79.2)                                               | 25.6 (78.1)                                               | 23.5 (74.3)                                               | 21.4 (70.5)                                               | 18.9 (66.0)                                               | 18.8 (65.8)                                               | 20.0 (68.0)                                               | 21.5 (70.7)                                               | 22.4 (72.3)                                               | 23.8 (74.8)                                               | 25.5 (77.9)                                               | 22.8 (73.0)                                               |
| متوسط درجة الحرارة الصغرى °م (°ف)                         | 22.3 (72.1)                                               | 22.3 (72.1)                                               | 21.5 (70.7)                                               | 19.4 (66.9)                                               | 16.9 (62.4)                                               | 14.4 (57.9)                                               | 14.2 (57.6)                                               | 15.4 (59.7)                                               | 17.2 (63.0)                                               | 18.3 (64.9)                                               | 19.7 (67.5)                                               | 21.4 (70.5)                                               | 18.6 (65.5)                                               |
| الهطول مم (إنش)                                           | 171.1 (6.74)                                              | 130.5 (5.14)                                              | 125.6 (4.94)                                              | 59.5 (2.34)                                               | 31.9 (1.26)                                               | 17.6 (0.69)                                               | 19.6 (0.77)                                               | 15.0 (0.59)                                               | 44.4 (1.75)                                               | 59.7 (2.35)                                               | 81.7 (3.22)                                               | 85.0 (3.35)                                               | 841.6 (33.14)                                             |
| متوسط أيام هطول الأمطار (≥ 1.0 mm)                        | 8.1                                                       | 7.6                                                       | 7.0                                                       | 4.4                                                       | 2.8                                                       | 2.4                                                       | 1.8                                                       | 2.2                                                       | 3.2                                                       | 5.5                                                       | 7.9                                                       | 7.5                                                       | 60.4                                                      |
| متوسط الرطوبة النسبية (%)                                 | 76                                                        | 76                                                        | 77                                                        | 76                                                        | 74                                                        | 73                                                        | 72                                                        | 71                                                        | 73                                                        | 75                                                        | 75                                                        | 74                                                        | 74                                                        |
| ساعات سطوع الشمس الشهرية                                  | 223                                                       | 210                                                       | 225                                                       | 229                                                       | 253                                                       | 246                                                       | 256                                                       | 252                                                       | 228                                                       | 210                                                       | 198                                                       | 220                                                       | 2٬750                                                     |
| المصدر #1: الأرصاد الجوية الألمانية                       |                                                           |                                                           |                                                           |                                                           |                                                           |                                                           |                                                           |                                                           |                                                           |                                                           |                                                           |                                                           |                                                           |
| المصدر #2: Danish Meteorological Institute (sun only)     |                                                           |                                                           |                                                           |                                                           |                                                           |                                                           |                                                           |                                                           |                                                           |                                                           |                                                           |                                                           |                                                           |

## التاريخ
اُسست المدينة عام 1876 وسُميت على اسم الماركيز لورينزو التاجر البرتغالى الذي استكشف المنطقة أول مرة عام 1544 وقد أدى إنشاء خط سكة حديد يصل إلى بريتوريا بجنوب أفريقيا إلى زيادة سكان المدينة.

## المواصلات

### المطارات
يعد مطار مابوتو الدولي المطار الرئيسي لموزمبيق

## المدن الشقيقة
مابوتو لها توأمة مع كلاً من:
- أديس أبابا
- مبابان
- مالقة
- لواندا
- برازيليا
- قلمرية
- لشبونة
- ديلي
- جوهانسبيرغ
- ديربان
- كيب تاون
- هراري
- تشنغدو
- شانغهاي
- بيساو
- بوردو
- مونتيري
- ماكاو
- لاغوس
- تشيناي
- ويلمينغتون، كارولاينا الشمالية
- تشيبا

## أعلام
- كارلوس كاردوسو
- أوزيبيو
- إدواردو وايت
- أورلاندو مينديز
- ماريو كولونا